# Pierre Chambon
Pour les articles homonymes, voir Chambon.
Pierre Chambon, né le 7 février 1931 à Mulhouse, est un médecin, biochimiste et généticien français, professeur émérite de la faculté de médecine de l'université de Strasbourg. Il a fondé et dirigé l'Institut de génétique et de biologie moléculaire et cellulaire jusqu'en 2002.

## Biographie
Pierre Chambon fait ses études à la faculté de médecine de l'université de Strasbourg où il soutient sa thèse de médecine en 1958. Il est le fondateur et ancien directeur de l'Institut de génétique et de biologie moléculaire et cellulaire (IGBMC) de Strasbourg et également membre fondateur, avec Jean-Pierre Ebel, de l'École supérieure de biotechnologie Strasbourg (ESBS). Il est membre de l'Académie des sciences, fut professeur de la chaire de « Génétique moléculaire » au Collège de France de 1993 à 2003 et a été directeur de l'Institut clinique de la souris (ICS).
Il a été nommé membre senior de l'Institut universitaire de France en 1991 pour une durée de cinq ans. Pierre Chambon fait partie des rares scientifiques français à avoir été élu à la National Academy of Sciences aux États-Unis en 1985.
Parmi ses nombreuses distinctions honorifiques et prix pour ses recherches, il a obtenu en 1979 la médaille d'or du CNRS, les très prestigieux prix Lasker en recherche médicale fondamentale (2004) et prix Gairdner (2010), pour la découverte d'une famille de récepteurs nucléaires liant des hormones, des vitamines ainsi que d'autres molécules impliquées dans la signalisation cellulaire. Il est souvent présenté comme l'un des seuls biologistes français susceptibles, à l'heure actuelle, de recevoir le prix Nobel de physiologie ou médecine.

## Domaines de recherche
L'apport scientifique majeur de Pierre Chambon est lié à ses études sur les récepteurs nucléaires dont il a été l'un des grands pionniers notamment avec le clonage et la description des mécanismes d'action des récepteurs des stéroïdes et en particulier du récepteur de la progestérone. À l'IGBMC, il a initié et encadré les thèmes de recherche suivants.
- étude structurale et fonctionnelle des génomes d'eucaryotes supérieurs.
- contrôle de l'expression génétique au cours du développement embryonnaire et de la différenciation cellulaire normale et pathologique.
- les relations structure-fonction des protéines en collaboration avec Dino Moras[5],[6](cristallographie).

Plus largement, il a travaillé et travaille sur :
- les mécanismes moléculaires de la régulation de la transcription chez les eucaryotes.
- le contrôle post-transcriptionnel de l'expression de l'information génétique.
- les récepteurs nucléaires.
- les récepteurs membranaires.
- l'embryologie moléculaire des vertébrés et invertébrés.
- la biologie moléculaire et cellulaire du cancer du sein.
- la génétique moléculaire humaine (maladies neurologiques).

## Prix et distinctions
- 1979 : Médaille d'or du CNRS
- 1985 : Élu membre de l'Académie des sciences
- 1987 : Lauréat du prix Harvey du Technion
- 1991 : Colauréat du Prix Louis-Jeantet de médecine
- 1993 :  Officier de l'ordre des Palmes académiques
- 2000 :  Commandeur de la Légion d'honneur
- 2003 : Prix March of Dimes
- 2004 : Prix Lasker
- 2004 : Prix d'honneur de l'Inserm
- 2010 : Prix Gairdner
- 2011 :  Grand officier de l'ordre national du Mérite[7]
- 2018: Lauréat du Prix Louisa-Gross-Horwitz